# Boríssovka (Krasnodar)
|  | Per a altres significats, vegeu «Boríssovka». |

Boríssovka - Борисовка (rus) - és un poble del krai de Krasnodar, a Rússia. Es troba a la riba dreta del riu Tsemés, a la península d'Abrau, a 6,5 km al nord-oest del centre de Novorossiïsk i a 105 km al sud-oest de Krasnodar, la capital.
Pertany a l'ókrug urbà de Novorossiïsk.